# 2-Phényléthanol
Le 2-phényléthanol (C8H10O) est un liquide incolore à douce odeur de rose avec des notes vertes de jacinthe. 

## Sources
Le 2-phényléthanol est obtenu par synthèse du benzène et de l'oxyde d'éthylène mais il est naturellement présent dans les essences de rose, de géranium et de néroli et dans certains vins comme le gewurztraminer et dans les huangjiu  (vin de céréale chinois).

## Chimie
Le 2-phényléthanol est composé d'un cycle aromatique ramifié à une chaîne alcool à 2 atomes de carbone (éthanol).

## Utilisations
C'est un agent antimicrobien, un antiseptique et un désinfectant qui est aussi largement utilisé dans l'industrie de la parfumerie pour son odeur aromatique de rose et ses propriétés conservatrices.
Il est aussi utilisé dans les arômes et est reconnu GRAS (sans danger) par la FDA (numéro FEMA 2858). En plus de son odeur, il a un goût légèrement amer puis sucré rappelant la pêche.